# Hiperbola (krivulja)
Hiperbola je krivulja u ravnini, jedna od čunjosječnica.  Najčešće se definira kao skup točaka za koje se modul razlike udaljenosti do dviju čvrstih točaka ne mijenja.
Uz zadane dvije točke u ravnini, F1 i F2, te duljinu 2a koja simetrično leži na dužini F1F2 uz uvjet 2a<d(F1, F2), hiperbolom s fokusima (žarištima) u točkama F1 i F2 i velikom osi 2a nazivamo skup točaka u ravnini za koje je apsolutna vrijednost razlike udaljenosti do fokusa F1 i F2 jednaka 2a.
Smjesti li se središte hiperbole u ishodište O koordinatnog sustava, udaljenost /OF1/=/OF2/ naziva se linearnim ekscentricitetom hiperbole, e. Numerički ekscentricitet hiperbole određen je kao
{\displaystyle \epsilon \,={\frac {e}{a}}>1}

## Jednadžba hiperbole

### Jednadžba hiperbole sa središtem u S(0, 0)
Hiperbola sa središtem u ishodištu koordinatnog sustava, realnom osi 2a i imaginarnom osi 2b određena je jednadžbom
{\displaystyle b^{2}x^{2}-a^{2}y^{2}=a^{2}b^{2}\,}
koja se može prikazati i u segmentnom obliku
{\displaystyle {{\frac {x^{2}}{a^{2}}}-{\frac {y^{2}}{b^{2}}}}=1}

### Jednadžba hiperbole sa središtem u S(p, q)
Hiperbola sa središtem točki S određenoj koordinatama S(p, q), realnom osi 2a i imaginarnom osi 2b određena je jednadžbom
{\displaystyle b^{2}(x-p)^{2}-a^{2}(y-q)^{2}=a^{2}b^{2}\,}
koja se može prikazati i u segmentnom obliku
{\displaystyle {\frac {(x-p)^{2}}{a^{2}}}-{\frac {(y-q)^{2}}{b^{2}}}=1}

## Tangenta hiperbole

### Tangenta hiperbole sa središtem u S(0, 0)
Tangenta hiperbole koja ima središte u ishodištu koordinatnog sustava i koja prolazi točkom T {\displaystyle (x_{0},y_{0})} na hiperboli, određena je koordinatama točke T i koeficijentom smjera tangente. Diferencirajući jednadžbu hiperbole nalazimo da je
{\displaystyle 2b^{2}xdx-2a^{2}ydy=0\,}
odakle slijedi da je   
{\displaystyle y'={\frac {dy}{dx}}=\tan \alpha \,={{\frac {b^{2}}{a^{2}}}{\frac {x_{0}}{y_{0}}}}}
te da je jednadžba tangente na hiperbolu
{\displaystyle y-y_{0}={\frac {b^{2}}{a^{2}}}{\frac {x_{0}}{y_{0}}}(x-x_{0})}
odakle se sređivanjem nalazi i drugi oblik jednadžbe tangente hiperbole
{\displaystyle {\frac {x_{0}x}{a^{2}}}-{\frac {y_{0}y}{b^{2}}}=1}

### Tangenta hiperbole sa središtem u S(p, q)
Tangenta hiperbole koja ima središte u točki S(p, q) i koja prolazi točkom T {\displaystyle (x_{0},y_{0})} na hiperboli, određena je koordinatama točke T i koeficijentom smjera tangente. Diferencirajući jednadžbu hiperbole nalazimo da je
{\displaystyle {2b^{2}(x-p)dx-2a^{2}(y-q)dy}=0\,}
odakle slijedi da je je
{\displaystyle y'={\frac {dy}{dx}}=\tan \alpha \,={\frac {b^{2}}{a^{2}}}{\frac {x_{0}-p}{y_{0}-q}}}
te se sličnim postupkom nalazi da je jednadžba tangente hiperbole
{\displaystyle y-y_{0}={\frac {b^{2}}{a^{2}}}{\frac {x_{0}-p}{y_{0}-q}}(x-x_{0})}